# Ladislav Kupkovič
Ladislav Kupkovič (* 17. März 1936 in Bratislava; † 15. Juni 2016 in Haste) war ein slowakischer Komponist und Dirigent.

## Leben
Nach einem Studium von 1950 bis 1961 war er für fünf Jahre als Geiger Mitglied der Slowakischen Philharmonie. Der gebürtige Slowake floh seinerzeit nach Deutschland, wo er auch die deutsche Staatsbürgerschaft annahm. Bekannt wurde er 1970 durch seine „Wandelkonzerte“, bei denen das Publikum durch das Orchester wandeln konnte. Sein Werk umfasst über 500 Titel Film- und Theatermusik, drei Opern, sieben Symphonien, zehn Streichquartette sowie weitere Sonaten und Konzertstücke.
Er lebte in Haste bei Hannover und war seit 1978 Professor an der Hochschule für Musik und Theater Hannover, daneben auch Mitglied des Hannoverschen Künstlervereins. Eine seiner zwei Töchter (Danica Kupkovic) ist Schauspielerin und lehrt an der Hochschule für Musik Detmold.

## Werkauswahl
- Smolenice: Profile, 1968
- ad libitum, 1969
- Klanginvasion auf Bonn, 1971
- Oper Die Maske nach E.T.A. Hoffmann
- Oper Die Rose nach einem Libretto von Jela Krcmery-Vretlova
- Rokoko-Symphonien, für Orchester